# Melanagromyza sativae
Melanagromyza sativae är en tvåvingeart som beskrevs av Spencer 1957. Melanagromyza sativae ingår i släktet Melanagromyza och familjen minerarflugor. Inga underarter finns listade i Catalogue of Life.